# Lazar Cherikover
Lazar Zinovievich Cherikover (21 de junio [3 de julio] de 1895, Poltava - 25 de diciembre de 1964, Moscú) fue un arquitecto soviético. Es conocido por ser el autor del diseño del Estadio Dinamo de Moscú y de una serie de importantes edificios residenciales y públicos de la misma ciudad. Desarrolló el método del minimalismo fisiológico en el diseño del interior de viviendas.
Orientación estilística: constructivista, postconstructivista, funcionalista. Defensor de la sencillez, la pureza y la claridad de las formas arquitectónicas.

## Biografía
Nació en Poltava en 1895. Estudió en el instituto de Poltava. En 1912 ingresó en el departamento de arquitectura de la Escuela de Arte de Kiev, en la Academia de Bellas Artes, y en 1918 se graduó con la especialidad de "Ayudante de arquitectura y profesor de dibujo y delineación". Fue recomendado para ingresar en la Academia de Arte. De regreso a Poltava tras su graduación, trabajó como arquitecto asistente e instructor del Comité para la Protección de Monumentos de Arte y Antigüedad en Ucrania.
En 1920, Cherikover se trasladó a Moscú e ingresó en el departamento de arquitectura de la Facultad de Ingeniería Civil de la Universidad Técnica Estatal Bauman de Moscú (MVTU). En 1927 defendió su proyecto de diploma con matrícula de honor en planificación. Como estudiante de la MVTU, trabajó en el taller del académico de arquitectura Alekséi Shchúsev, participando en la construcción de la estación de Kazán en Moscú. En 1925-1926, trabajando en el trust "Tekhnotkan", diseñó un asentamiento para los trabajadores de la fábrica "Drive belt" en Domodedovo, región de Moscú.
En 1927, V. Y. Langman, jefe del taller de arquitectura "Stroydomburo", subdivisión del Departamento de Ingeniería y Construcción de la OGPU-NKVD, invitó a Cherikover a trabajar. Así comenzó el periodo más fructífero de la actividad profesional de Cherikover como arquitecto-diseñador. Durante diez años y medio de trabajo en el departamento, Cherikover diseñó una serie de objetos significativos (véase más abajo la lista de proyectos realizados). Simultáneamente con su trabajo de diseño, de 1935 a 1937 estudió en el Instituto de Formación Avanzada de la Academia de Arquitectura de la URSS (AA URSS) en los cursos: historia de la arquitectura y el arte, dibujo, acuarela, grabado. En 1936, Cherikover fue condecorado con la Orden de la Insignia de Honor, nº 011316. Sin embargo, en 1938, sin explicación alguna, Cherikover fue despedido, pero no reprimido.
En 1938, Cherikover trabajó como arquitecto en el Goszdravproekt. En 1939 fue contratado por la Academia de Arquitectura de la URSS como investigador principal. A partir de ese momento comenzó un nuevo periodo de su actividad profesional como arquitecto-investigador. En 1940 fue nombrado jefe del taller de diseño experimental de equipos internos. Hasta mediados de 1941 se dedicó a cuestiones teóricas y prácticas del diseño de interiores y a la creación de mobiliario de masas para viviendas.
Con el estallido de la Gran Guerra Patria, siendo empleado del AA de la URSS, Cherikover participó activamente en la organización del camuflaje de instalaciones de infraestructura urbana e industrial de grandes ciudades de la URSS (Moscú, Gorki, Ivanovo-Voznesensk, Yaroslavl y Voronezh), y también trabajó formando parte de la "Brigada Molotov" de Molotov (Penza). En 1946, Cherikover fue condecorado con la Medalla por el Trabajo Valiente en la Gran Guerra Patria.
En septiembre de 1942, habiendo regresado a Moscú, Cherikover comenzó a trabajar en la Academia de Arquitectura en el sector de equipamiento interno. En 1942, por decisión del presidium de la AA URSS fue aprobado en el rango académico de investigador superior en la especialidad de arquitectura. (certificado MSN N.º 000041). En 1943 defendió su tesis doctoral sobre "Mobiliario masivo para viviendas - tipos y dimensiones" (en ruso: Массовая мебель для жилья — типы и габариты). Desde 1944 fue Subdirector del Instituto de Investigación de Productos Artísticos y Decorativos y Equipamiento de Edificios de la Academia de Arquitectura de la URSS. Desde 1949 fue Jefe del sector en el Instituto de la Vivienda de la misma academia y desde 1953, investigador principal sobre cuestiones relacionadas con el diseño de muebles y el interiorismo de pisos de pequeñas dimensiones.
Bajo la dirección de Cherikover, se llevó a cabo el cálculo de los parámetros ergonómicos mínimos teóricamente permisibles del espacio vital requerido por una persona soviética. Los resultados de la investigación teórica se utilizaron en el diseño de pisos de pequeño tamaño para la construcción masiva de acuerdo con las decisiones del Partido Comunista y del gobierno soviético. El mínimo aceptable en teoría se aceptó como norma en la práctica.
Cherikover se jubiló en 1957.
Los edificios diseñados por Cherikover en el estudio de Langman se han convertido en parte integrante de la historia arquitectónica soviética. El aspecto original de muchos de ellos se ha perdido y sólo se conserva en fotografías antiguas. Cherikover ganó repetidamente concursos de arquitectura y participó en exposiciones de arte de arquitectos.
Desde 1933 Cherikover vivía en una casa construida según su diseño. (nº 3a de la calle Bolshoy Komsomolsky Lane). Tras la muerte de Cherikover, su familia siguió viviendo en la misma casa hasta 1991.
Категория:Википедия:Статьи без источников (тип: человек; род занятий: архитектор)
Категория:Википедия:Нет источников с декабря 2022
Категория:Википедия:Статьи с утверждениями без источников более 14 дней

## Familia
- Hermano - Grigory Zinovievich Gricher-Cherikover, director de cine. Hermana - Esfir Zinovievna Cherikover (1904-1978), arquitecta.[5]
- Esposa - Zinaida Volfovna Miliavskaya (1902-1962), candidata a ciencias técnicas, dirigió los talleres de restauración de tejidos decorativos de la Academia de Arquitectura de la URSS.
- Hijo - Mijaíl Lazarevich Cherikover (1924-2002), arquitecto.
- Hermanos del padre - Ilya Cherikover, historiador; Eliezer Cherikover, editor.
- Primo: Victor Cherikover, filólogo e historiador clásico.

## Proyectos realizados

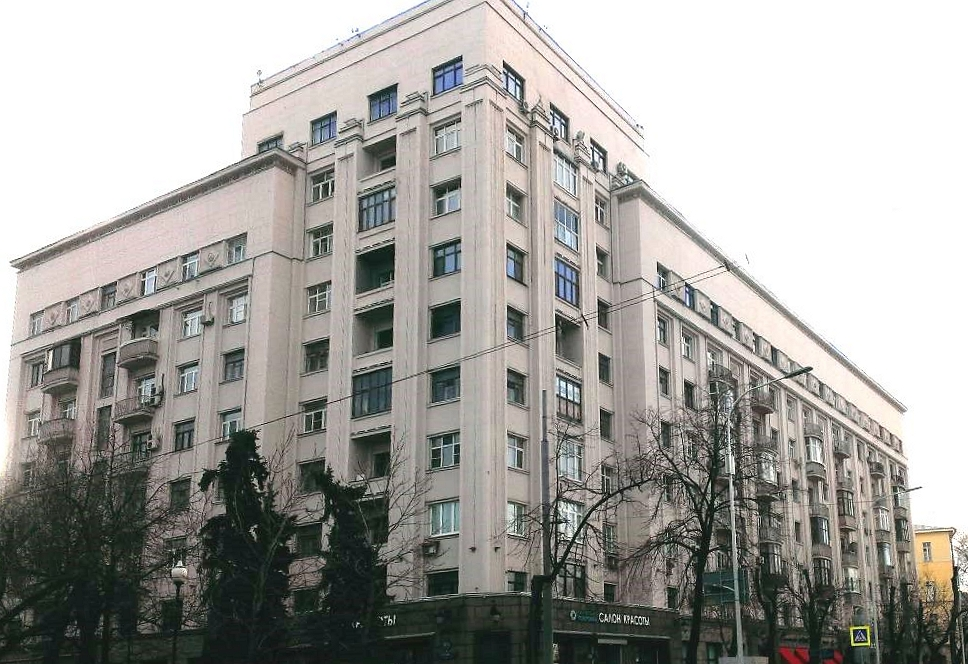
Edificio residencial en la Puerta Pokrovskie de Moscú, calle Pokrovka, 20/1 p.1. Diseñado por Cherikover.

- Estadio Dinamo en el Parque Petrovsky, 1ª etapa. Moscú.1928.
- Complejo de la Comuna Obrera de Balshevo, con varios edificios separados. Región de Moscú. 1930-1936.
- Policlínica del NKVD. Calle Varsonofievsky, nº 5. Moscú. 1932 г.
- Estadio Dinamo en el Parque Petrovsky, 2ª etapa. Moscú. 1933 г.
- Teatro verde para 20.000 localidades. Moscú. Parque Central Gorki en Krymsky Val, 1933.
- Estadios del Dynamo en las ciudades de Járkov. 1933, Voronezh. 1934, Smolensk. 1934, Minsk. 1935 г.
- El Museo Central de V.I. Lenin en el edificio de la antigua Duma Municipal de Moscú. El Museo Central de Lenin en el edificio de la antigua Duma de Moscú. Reconstrucción e interiores. Artista Yakov Romas. 2/3 Plaza de la Revolución, Moscú. 1935 г.
- Casa residencial departamental No. 3a en Bolshoy Komsomolsky Lane (ahora Bolshoy Zlatoustinsky Lane). 1933-1935.[6]
- Residencia departamental nº 5 en Bolshoy Komsomolsky pereulok (ahora Bolshoy Zlatoustinsky pereulok). Bolshoi Komsomolsky Pereulok (ahora Bolshoi Zlatoustinsky Pereulok). 1933-1935.[6]
- Edificio residencial departamental nº 20/1 en la Puerta Pokrovskie, 1936.[6]
- Policlínica en un hospital de 100 camas en Bolshevo. 1934 г.
- Jardín de infancia para 100 niños. Yevpatoria. 1935 г.
- Un club con una sala para 1000 asientos. Moscú. 1935 г.
- Reconstrucción del edificio del Partido Comunista Bolchevique de toda la Unión. Moscú. 1935 г.
- Edificios de viviendas departamentales, incluido un edificio de viviendas con una tienda Dinamo en la planta baja, en la calle Gorki, núm. 111 (actual calle 1-ya Tverskaya-Yamskaya, núm. 11) en colaboración con el arquitecto A. E. Mezier. Moscú. 1938 -1939.
- Bajo la dirección de L.Z. Cherikover comenzó el diseño del Estadio de toda la Unión en Izmailovo (1932).
- Realización de varios proyectos de mobiliario e interiores 1933-1957.

La atribución de los siguientes proyectos a la autoría de Lazar Cherikover es errónea:
- Edificio residencial departamental en la calle Milyutinsky per. 9, 1928. 9, 1928. El autor del proyecto es el arquitecto V.Y. Langman.
- Edificio del Ministerio de Maquinaria Media de la URSS. ROSATOM. Bol. Ordynka, 24, Moscú. 1957 г.;
- Complejo de edificios del Instituto Panruso de Investigación Científica de Investigación y Desarrollo de Ingeniería de Energía Nuclear (NIITFA). ROSATOM. Moscú. Varshavskoe shosse, 48. 1960-1970;
- Edificio de viviendas con tienda incorporada. Calle Gorki 54 (ahora calle Tverskaya-Yamskaya 1-ya, 26), Moscú. 1958 г.

El autor de estas construcciones es el hijo de Lazar Zinovievich, Mijaíl Lazarevich Cherikover.

## Publicaciones
Cherikover es autor de numerosos artículos y varios libros dedicados al interiorismo y al mobiliario de espacios habitables. Numerosos artículos en las publicaciones periódicas profesionales "Construcción de Moscú" (en ruso: Строительство Москвы) de 1928-1936 y "Arquitectura de la URSS" (en ruso: Архитектура СССР) de 1939-1941, entre otras.
Publicaciones seleccionadas:
- Tipos y dimensiones de muebles. (Типы и габариты мебели). AA URSS. М., 1944.[7]
- Tipos y dimensiones de los equipos de cocina y disposición de las cocinas de los pisos de pequeñas dimensiones. (Типы и габариты кухонного оборудования и планировка кухонь малометражных квартир). AA URSS. М., 1944.[8]
- Colocación de los muebles y dimensiones de los espacios habitables de los pisos de pequeñas dimensiones. (Размещение мебели и габариты жилых помещений малометражной квартиры). AA URSS. М., 1944.[9]
- Mobiliario en la vivienda moderna. Informe en la VII sesión de la Academia de Arquitectura de la URSS. (Мебель в современном жилище. Доклад на VII-й сессии Академии Архитектуры СССР). М., 1946.
- Mobiliario doméstico del clasicismo ruso de finales del XVIII - principios del XIX. Editorial estatal de literatura sobre construcción y arquitectura. (Бытовая мебель русского классицизма конца XVIII — начала XIX веков. Государственное Издательство Литературы по Строительству и Архитектуре). М., 1954.
- Charlas sobre el mantenimiento de la casa. Reparación y coloración de locales. Herramientas para el hogar. Molodaya Gvardiya. (Беседы о домашнем хозяйстве. Ремонт и окраска помещений. Домашние инструменты. Молодая гвардия). М., 1959.

## Más lecturas
- Branover, G. G., ed. (1997). Российская еврейская энциклопедия [Enciclopedia judía rusa] 3. Moscú: Российская Академия Естественных Наук : Российско-Израильский Энциклопедический Центр.
- Polevoy, L. (2010). Русские евреи. Аналитический справочник [Judíos rusos. Guía analítica] (en ruso). Archivado desde el original el 13 de mayo de 2012.
- «Чериковер, Лазарь Зиновьевич :: Ежевика – еврейская академическая вики-энциклопедия» [Cherikover, Lazar Zinovievich :: Moras - Enciclopedia wiki académica judía]. Consultado el 10 de abril de 2024.
- «Ч — Элита архитектуры и строительства XVIII–XXI веков(3816 архитекторов) | Энциклопедия Элитарх» [Ch - Élite de la arquitectura y la construcción de los siglos XVIII-XXI (3816 arquitectos) | Enciclopedia Elitarchus]. Международная Энциклопедия Архитектуры и Строительства (en ruso). p. 86. Consultado el 9 de abril de 2024.
- Knyazev, Mikhail Borisovich (2019). «Князев М. Б. Ведомственное и кооперативное жилище в Москве второй половины 1920-х — первой половины 1930-х годов. — Москва, 2019» [Viviendas departamentales y cooperativas en Moscú en la segunda mitad de la década de 1920 - primera mitad de la década de 1930]. tehne.com. Moscú. p. 52. Consultado el 9 de abril de 2024.
- Knyazev, Mikhail Borisovich (2019). «Ведомственные жилые дома москвы в творчестве архитекторов А. Я. Лангмана И Л. З. Чериковера» [Edificios residenciales departamentales de Moscú en la obra de los arquitectos A.Y. Langman y L.Z. Cherikover]. Архитектура и современные информационные технологии 1 (46): 73-83. ISSN 1998-4839. Archivado desde el original el 3 de marzo de 2019. Consultado el 8 de abril de 2024.
- «Чериковер Лазарь Зиновьевич (1895–1964)» [Cherikover Lazar Zinovievich (1895-1964)]. tramvaiiskusstv.ru (en ruso). Consultado el 9 de abril de 2024.
- Berkovich, Gary (2021). Reclaiming a history. Volume 3: Socialist Realism: 1933-1955. Grundrisse. Grünberg. p. 50. ISBN 978-3-933713-64-3.
- «La construcción de vivienda en los años de Jruschov – Rusopedia: Todo sobre Rusia». rusopedia.rt.com. Consultado el 9 de abril de 2024.

- Datos: Q4512999
- Multimedia: Lazar Cherikover / Q4512999